# 劉源澄 (順治進士)
劉源澄，順天府固安縣（今河北省固安縣）人，清初官員。

## 生平
順治九年（1652年），劉源澄考中壬辰科三甲第二百七十一名進士。出任陕西合水縣知縣。升戶部云南司主事。曾任康熙八年廣東鄉試副考官。後管理鳳陽倉，兼管正陽關稅務。

## 詩作
- 《元日新晴》[3]

元調元日靜年芳，青帝青郊詠載陽。
窟宅龍文春欲動，雲霄鴻羽暖將翔。
東南大海風煙淨，西北高天日月光。
瑞靄鄉叢占史奏，太平天子自垂裳。